# Eye in the Sky (album)
Eye in the Sky is het zesde studioalbum van het Alan Parsons Project. Het is met The Turn of a Friendly Card het meest succesvolle muziekalbum van die muziekgroep. In 1982 had de groep het geluk dat de gelijknamige single aansloeg. Andere redenen voor succes waren wellicht de mengeling van muziekstijlen van progressieve rock, funk en zwaar georkestreerde muziek. De originele elpee had een opdruk van het Oog van Horus aan de voorzijde; de eerste oplage in bladgoud. Het originele album verscheen in een vrij slechte persing bij Arista Records, compact discs verschenen vervolgens bij Ariola en Sony BMG. Het conceptalbum is opgenomen in de Abbey Road Studios. Het album is ook verschenen als HDAD, waarbij de ene kant van de disc een 24/96 stream bevat en de andere kant een mastertape quality 24/192 stream.
Het album heeft in single Old and Wise een moderne evergreen, die hoog genoteerd staat in de Top 2000, terwijl de single destijds slechts een bescheiden hit werd.

## Musici
- zangers: Eric Woolfson, David Paton, Chris Rainbow, Lenny Zakatek, Elmer Gantry en Colin Blunstone
- gitaar: Ian Bairnson
- basgitaar: David Paton
- toetsinstrumenten: Alan Parsons, Eric Woolfson
- slagwerk : Stuart Tosh
- saxofoon: Mel Collins

## Composities
Allen van Parsons en Woolfson
1. "Sirius" (instrumentaal) – 1:54
2. "Eye in the Sky" (leadzang Eric Woolfson) – 4:36
3. "Children of the Moon" (leadzang David Paton) – 4:51
4. "Gemini" (leadzang Chris Rainbow) – 2:11
5. "Silence and I" (leadzang Eric Woolfson) – 7:19
6. "You're Gonna Get Your Fingers Burned" (leadzang Lenny Zakatek) – 4:22 (begin B-kant elpee)
7. "Psychobabble" (leadzang Elmer Gantry) – 4:51
8. "Mammagamma" (instrumentaal) – 3:34
9. "Step By Step" (leadzang Lenny Zakatek) – 3:54
10. "Old and Wise" (leadzang Colin Blunstone) – 4:55

Eye in the Sky kwam in 2007 in een geremasterde versie met de volgende bonustracks:
1. "Sirius" (demo) – 1:56
2. "Old and Wise" (Eric Woolfson zang) – 4:43
3. "Any Other Day" (studio demo) – 1:42
4. "Silence And I" (Eric Woolfson zang) – 7:33
5. "The Naked Eye" – 10:49
6. "Eye Pieces" (Classical Naked Eye) – 7:51

Sirius werd in de jaren 90 door de Chicago Bulls gebruikt tijdens de introductie van haar spelers tijdens de proloog op hun wedstrijden. Ook Manchester City en VfL Wolfsburg gebruikten het nummer. Daarnaast wordt Sirius ook gebruikt voor aanvang van de wedstrijden tijdens het EK voetbal 2012 in Polen en Oekraïne. Mammagamma zou volgens een aantal fans gelijkenis vertonen met Pink Floyds Another Brick in the Wall; de titel is wellicht een variatie op Ummagumma, een elpee van Pink Floyd (Parsons was geluidstechnicus bij The Dark Side of the Moon van die band). Mammagamma is bijna geheel gespeeld met behulp van de Fairlight CMI, een synthesizer.
Ongeveer tegelijkertijd zat Camelgitarist Andrew Latimer in de geluidsstudio; hij had echter geen musici meer op zich heen. Paton en Rainbow hielpen Latimer verder met The Single Factor; ook Mel Collins kwam weer in contact met Camel.